# 2016–2017-es négysánc-verseny

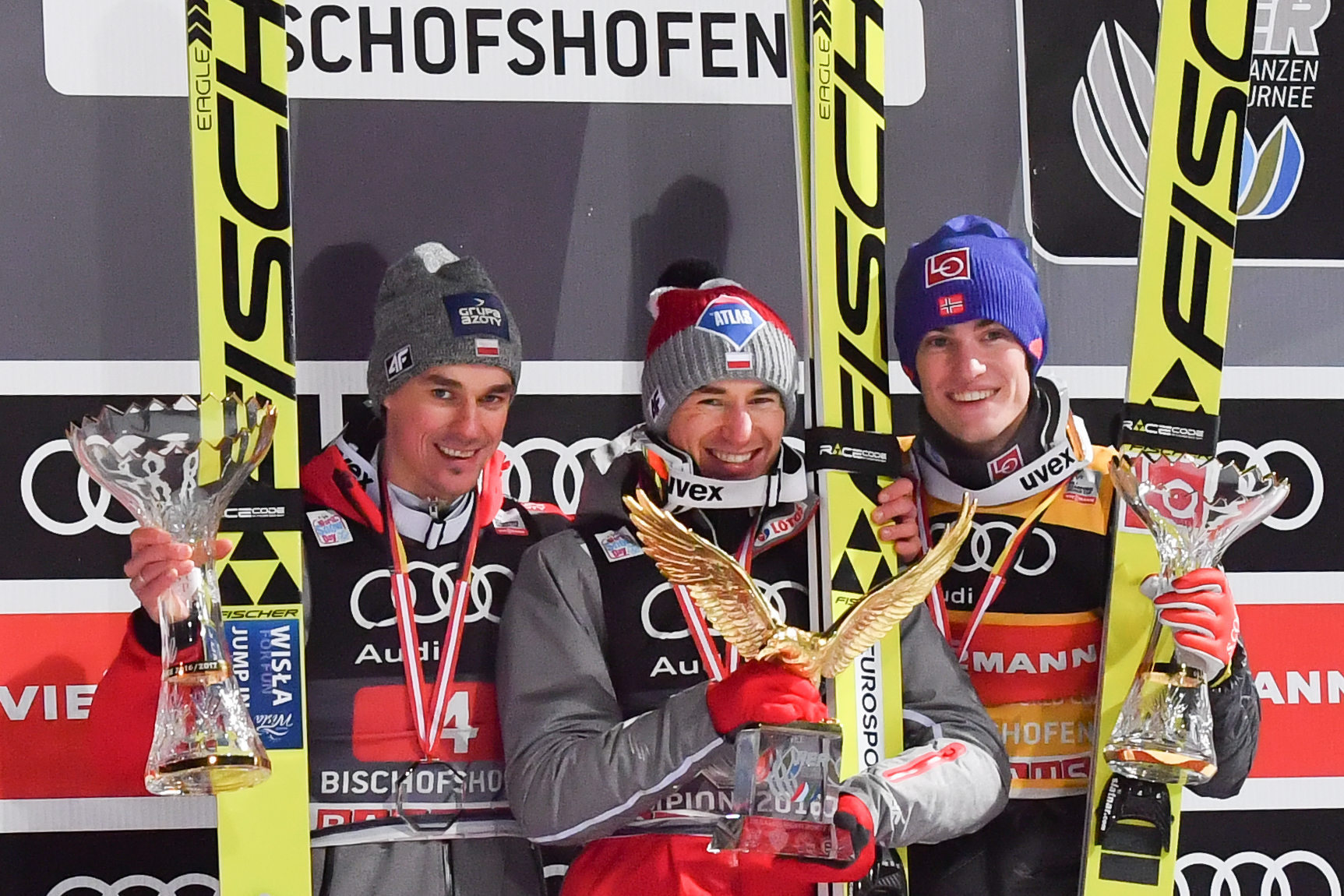
A négysáncverseny dobogósai: Żyła, Stoch és Tande

A 2016–2017-es négysánc-verseny, a 2016–2017-es síugró-világkupa részeként került megrendezésre, melyet hagyományosan Oberstdorfban, Garmisch-Partenkirchenben (Németország), valamint Innsbruckban és Bischofshofenben (Ausztria) tartottak 2016. december 29. és 2017. január 6. között.
A torna győztese a lengyel Kamil Stoch lett megelőzve honfitársát Piotr Żyłát, valamint a norvég Daniel-André Tandét.

## Eredmények

### Oberstdorf
Schattenbergschanze HS 137

2016. december 30.
| Helyezés | Név                | Nemzetiség    | 1. ugrás (m) | 2. ugrás (m) | Pontok | Összetett pontok |
| -------- | ------------------ | ------------- | ------------ | ------------ | ------ | ---------------- |
| 1        | Stefan Kraft       | Ausztria      | 139.0        | 134.5        | 308.0  | 308.0 (1)        |
| 2        | Kamil Stoch        | Lengyelország | 137.0        | 135.0        | 305.2  | 305.2 (2)        |
| 3        | Michael Hayböck    | Ausztria      | 135.0        | 133.0        | 296.2  | 296.2 (3)        |
| 4        | Daniel-André Tande | Norvégia      | 130.5        | 138.5        | 295.4  | 295.4 (4)        |
| 5        | Manuel Fettner     | Ausztria      | 132.5        | 135.0        | 294.9  | 294.9 (5)        |

### Garmisch-Partenkirchen
Große Olympiaschanze HS 142

2017. január 1.
| Helyezés | Név                 | Nemzetiség    | 1. ugrás (m) | 2. ugrás (m) | Pontok | Összetett pontok |
| -------- | ------------------- | ------------- | ------------ | ------------ | ------ | ---------------- |
| 1        | Daniel-André Tande  | Norvégia      | 138.0        | 142.0        | 289.2  | 584.6 (3)        |
| 2        | Kamil Stoch         | Lengyelország | 135.5        | 143.0        | 286.0  | 591.2 (1)        |
| 3        | Stefan Kraft        | Ausztria      | 137.0        | 140.0        | 282.4  | 590.4 (2)        |
| 4        | Markus Eisenbichler | Németország   | 136.5        | 139.5        | 278.9  | 572.0 (4)        |
| 5        | Domen Prevc         | Szlovénia     | 136.0        | 139.0        | 278.5  | 533.2 (12)       |

### Innsbruck
Bergiselschanze HS 130

2017. január 4.
| Helyezés | Név                | Nemzetiség    | 1. ugrás (m) | 2. ugrás (m)        | Pontok | Összetett pontok |
| -------- | ------------------ | ------------- | ------------ | ------------------- | ------ | ---------------- |
| 1        | Daniel-André Tande | Norvégia      | 128.5        | Törölve (erős szél) | 125.7  | 710.3 (1)        |
| 2        | Robert Johansson   | Norvégia      | 133.0        | Törölve (erős szél) | 123.1  | 467.4 (30)       |
| 3        | Jevgenyij Klimov   | Oroszország   | 127.0        | Törölve (erős szél) | 119.1  | 647.7 (10)       |
| 4        | Kamil Stoch        | Lengyelország | 120.5        | Törölve (erős szél) | 117.4  | 708.6 (2)        |
| 5        | Andreas Stjernen   | Norvégia      | 122.5        | Törölve (erős szél) | 117.1  | 641.6 (12)       |

### Bischofshofen
Paul-Ausserleitner-Schanze HS 142

2017. január 6.
| Helyezés | Név             | Nemzetiség    | 1. ugrás (m) | 2. ugrás (m) | Pontok | Összetett pontok |
| -------- | --------------- | ------------- | ------------ | ------------ | ------ | ---------------- |
| 1        | Kamil Stoch     | Lengyelország | 134.5        | 138.5        | 289.2  | 997.8 (1)        |
| 2        | Michael Hayböck | Ausztria      | 130.5        | 142.0        | 283.3  | 844.8 (19)       |
| 3        | Piotr Żyła      | Lengyelország | 131.0        | 137.0        | 275.8  | 962.5 (2)        |
| 4        | Domen Prevc     | Szlovénia     | 130.5        | 139.5        | 275.2  | 908.8 (9)        |
| 5        | Maciej Kot      | Lengyelország | 130.5        | 135.0        | 268.8  | 934.3 (4)        |

## Végeredmény
Összetett végeredmény
| Helyezés | Név                 | Nemzetiség    | Oberstdorf | Garmisch- Partenkirchen | Innsbruck  | Bischofshofen | Pontok |
| -------- | ------------------- | ------------- | ---------- | ----------------------- | ---------- | ------------- | ------ |
| 1        | Kamil Stoch         | Lengyelország | 305.2 (2)  | 286.0 (2)               | 117.4 (4)  | 289.2 (1)     | 997.8  |
| 2        | Piotr Żyła          | Lengyelország | 291.9 (7)  | 278.1 (6)               | 116.7 (7)  | 275.8 (3)     | 962.5  |
| 3        | Daniel-André Tande  | Norvégia      | 295.4 (4)  | 289.2 (1)               | 125.7 (1)  | 231.5 (26)    | 941.8  |
| 4        | Maciej Kot          | Lengyelország | 278.9 (12) | 269.6 (7)               | 117.0 (6)  | 268.8 (5)     | 934.3  |
| 5        | Manuel Fettner      | Ausztria      | 294.9 (5)  | 259.5 (12)              | 116.7 (7)  | 255.7 (12)    | 926.8  |
| 6        | Stefan Kraft        | Ausztria      | 308.0 (1)  | 282.4 (3)               | 103.3 (18) | 232.8 (25)    | 926.5  |
| 7        | Markus Eisenbichler | Németország   | 293.1 (6)  | 278.9 (4)               | 97.0 (29)  | 255.4 (13)    | 924.4  |
| 8        | Stephan Leyhe       | Németország   | 269.4 (17) | 268.8 (8)               | 113.0 (11) | 259.9 (8)     | 911.1  |
| 9        | Domen Prevc         | Szlovénia     | 254.7 (26) | 278.5 (5)               | 100.4 (25) | 275.2 (4)     | 908.8  |
| 10       | Andreas Stjernen    | Norvégia      | 266.0 (19) | 258.5 (14)              | 117.1 (5)  | 258.7 (10)    | 900.3  |